# Milky
Milky es un grupo de producción de música Dance originario de Italia, conformado por los productores Giordiano Trivellato y Giuliano Sacchetto, con la cantante egipcia/alemana Sabrina Elahl participando como voz líder en muchos de sus temas. 
Aunque en el 2002 en su álbum "Star" había participado otra cantante conocida como Guidy, quien fue su voz líder oríginal, muchos de los temas fueron regrabados cantando Elahl, quien no sólo empezó a ser conocida como Milky desde entonces, sino que es la única persona visible que interpreta fuera del estudio.
Dos de los temas del álbum terminaron convirtiéndose en hits en Estados Unidos: "Just The Way You Are", que estuvo en la lista Dance Radio Airplay de la revista Billboard el 17 de octubre de 2003. En septiembre de 2005, "Be My World" llegó al sexto puesto en la misma lista.
- Datos: Q6858151